# Erugosquilla massavensis
Erugosquilla massavensis is een bidsprinkhaankreeftensoort uit de familie van de Squillidae. De wetenschappelijke naam van de soort is voor het eerst geldig gepubliceerd in 1880 door Kossmann.